# Jazz svedese

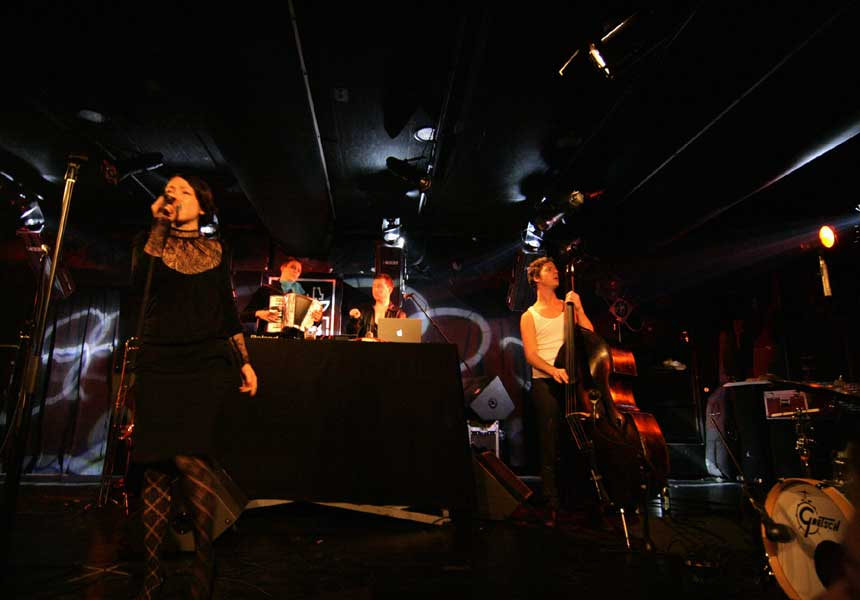
The Swedish electronic jazz group Koop live 2007

Il jazz svedese è stato introdotto in Svezia durante gli anni '20 ed è stato diffuso attraverso sale da ballo e concerti.

## Storia
Durante gli anni '30 e '40 la popolarità aumentò, all'aumento delle vendite di dischi. Fu in questo periodo che in Svezia furono aperti i primi jazz club.
L'età d'oro del jazz svedese è considerata durante gli anni '50, con artisti del calibro di Arne Domnérus, Lars Gullin, Alice Babs e Monica Zetterlund.
L'East-West Records era un'etichetta discografica jazz attiva durante gli anni cinquanta, con musicisti americani e svedesi.
Lo Stockholm Jazz Festival è stato fondato nel 1980.

## Musicisti
- Peter Asplund: trombettista, classe 1969.
- Dan Berglund: contrabbassista, nato nel 1963.
- Magnus Broo
- Gunhild Carling
- Lars Danielsson
- Palle Danielsson
- Lars Jansson
- Lars Edegran
- Lisa Ekdahl
- Lars Erstrand
- Daniel Fredriksson: batterista, nato nel 1976.
- Per-Ola Gadd: contrabbassista, nato nel 1962.
- Lars Gulliksson
- Lars Gullin
- Mats Gustafsson
- Rigmor Gustafsson
- Bengt Hallberg
- Jonas Hellborg
- Jan Johansson
- Template:Illm: Saxophonist, born 1969.
- Per "Texas" Johansson
- Anders Jormin
- Goran Kajfeš: trombettista, nato nel 1970.
- Jacob Karlzon
- Orange Kellin
- Jonas Kullhammar
- Åke Hasselgård
- Nils Landgren
- Magnus Lindgren
- Joakim Milder: sassofonista, nato nel 1965.
- Sture Nordin
- Bent Persson
- Mats Rondin
- Bernt Rosengren
- Nils Sandström: sassofonista, nato nel 1942.
- Fredrika Stahl
- Bobo Stenson
- Esbjörn Svensson
- Gösta Törner
- Ulf Wakenius
- Per Henrik Wallin
- Putte Wickman
- Monica Zetterlund
- Anders Widmark: pianista, nato nel 1963.
- Magnus Öström: batterista, nato nel 1965.
- Rune Öfwerman

## Bande
- Koop
- The Torbjörn Zetterberg Hot Five